# مايكل ستيغماير
مايكل ستيغماير (بالألمانية: Michael Stegmayer)‏ (12 يناير 1985 بهايدنهايم في ألمانيا - ) هو لاعب كرة قدم ألماني في مركز الدفاع. شارك مع منتخب ألمانيا تحت 17 سنة لكرة القدم ومنتخب ألمانيا لكرة القدم تحت 18 سنة ومنتخب ألمانيا تحت 19 سنة لكرة القدم ومنتخب ألمانيا تحت 20 سنة لكرة القدم. أما مع النوادي، فقد لعب مع بايرن ميونخ الثاني وبايرن ميونخ ودارمشتات 98 وكارل زايس يينا ونادي آلن ونادي فادوتس ونادي فولفسبورغ ونادي أونترهاخينغ.

## وصلات خارجية
- مايكل ستيغماير على موقع قاعدة بيانات كرة القدم.إي يو (الإنجليزية)
- مايكل ستيغماير على موقع بيانات كرة القدم. دي إي (الألمانية)
- مايكل ستيغماير على موقع Soccerway.com (الإنجليزية)
- مايكل ستيغماير على موقع عالم كرة القدم.نت (الإنجليزية)
- مايكل ستيغماير على موقع AS.com (الإسبانية)